# Drahobudice
Drahobudice település Csehországban, a Kolíni járásban. Drahobudice Rašovice, Bečváry és Zásmuky településekkel határos. Lakosainak száma 249 fő (2024. január 1.).

## Népessége
A település lakosságának változását az alábbi diagram mutatja:
| Lakosok száma | 530  | 570  | 487  | 316  | 236  | 213  | 250  | 250  | 254  | 249  |
|               | 1869 | 1890 | 1921 | 1950 | 1980 | 2001 | 2017 | 2019 | 2022 | 2024 |

## Nevezetességei
- Az 1753–54-ben épített Szentháromság-templomot 1778-ban Johann Ignaz Palliardi fedte be manzárdtetővel.[2]